# Direct Anonymous Attestation
La Direct Anonymous Attestation (letteralmente in italiano Attestazione Diretta ed Anonima) è un protocollo crittografico che permette l'autenticazione remota di un computer che rispetta le specifiche del Trusted Computing Group, preservando l'anonimato dell'utente. Il protocollo è stato adattato dal TCG dalla versione 1.2 delle specifiche del Trusted Platform Module in risposta alle critiche che i precedenti protocolli usati per l'attestazione remota avevano suscitato.

## Funzionamento
Il protocollo DAA prevede che, per un'autenticazione corretta, siano necessari tre dispositivi e due differenti fasi. I dispositivi sono un elaboratore dotato di Trusted Platform Module, l'abilitatore DAA e il verificatore DAA. L'abilitatore, nella prima fase, deve verificare che l'elaboratore dotato di TPM non sia stato compromesso;  completato questo compito, fornisce le credenziali DAA a tale elaboratore, che userà tali credenziali durante la fase di firma. Usando una prova zero-knowledge il verificatore può controllare la bontà delle credenziali senza dover venire a conoscenza dell'identità del possessore delle credenziali. Il DAA fornisce inoltre delle funzionalità di revoca dell'anonimato: precedentemente alla fase di firma, si può scegliere una terza parte che successivamente, in caso di compromissione del TPM, sarà in grado di identificare il TPM. Anche se si sceglie di non usufruire della possibilità di revoca dell'anonimato, usando il protocollo DAA si è comunque in grado di identificare i TPM compromessi o inaffidabili e conseguentemente di rifiutare le loro richieste di credenziali.

## Tutela della privacy
Il protocollo prevede diversi livelli di privacy. Le interazioni tra i soggetti coinvolti sono sempre anonime, ma l'utente e il verificatore potrebbero accordarsi affinché tutte le interazioni tra di loro siano raggruppabili in un unico insieme. Ciò permette la creazione di un profilo utente e/o il rifiuto da parte del verificatore di soddisfare le richieste di credenziali da parte di un computer che ne ha inviate troppe.